# Etheostoma wapiti
Etheostoma wapiti es una especie de peces de la familia Percidae en el orden de los Perciformes.

## Morfología
Los machos pueden llegar alcanzar los 8,5 cm de longitud total.

## Distribución geográfica
Se encuentran en Norteamérica: sur de Tennessee y norte de Alabama.